# إغناطيوس أ. رينولدز
إغناطيوس أ. رينولدز (بالإنجليزية: Ignatius A. Reynolds)‏ هو كاهن كاثوليكي أمريكي، ولد في 22 أغسطس 1798 في باردستاون في الولايات المتحدة، وتوفي في 9 مارس 1855 في تشارلستون في الولايات المتحدة.